# Aleksanteri Keisala
Aleksanteri Keisala (* 31. Mai 1916 in Lapua; † 15. Mai 1983 ebenda) war ein finnischer Ringer. Er wurde 1951 Vize-Weltmeister im freien Stil im Weltergewicht.

## Werdegang
Aleksanteri Keisala begann als Jugendlicher in seiner Heimatstadt Lapua mit dem Ringen. Er gehörte während seiner ganzen Ringerkarriere dem Ringerclub Lapuan Virkiää an. Wie in Finnland üblich, konzentrierte er sich zunächst auf den griechisch-römischen Stil. In dieser Stilart belegte er 1940 bei der finnischen Meisterschaft im Weltergewicht den 2. Platz. 1946 kam er bei der finnischen Meisterschaft in der gleichen Gewichtsklasse und im gleichen Stil wieder auf den 2. Platz.
Danach entschloss er sich zum freien Stil zu wechseln. Eine Entscheidung, die sich für ihn sehr positiv auswirken sollte, denn 1948 wurde er, immerhin schon 32 Jahre alt, erstmals finnischer Meister im Weltergewicht. Diesen Erfolg wiederholte er in den Jahren 1949, 1950, 1951, 1952, 1953 und 1955. 1954 wurde er finnischer Vizemeister. Diese Erfolge errang er alle im Weltergewicht.
1948 qualifizierte sich Aleksanteri Keisala für die Teilnahme an den Olympischen Spielen in London. Er verlor dort im freien Stil im Weltergewicht beide Kämpfe, die er bestreiten konnte und zwar gegen Kálmán Sóvári aus Ungarn und Willy Angst aus der Schweiz. In der Endabrechnung landete er deshalb nur auf dem 13. Platz.
1951 startete er bei der Weltmeisterschaft im freien Stil in Helsinki. Im Weltergewicht siegte er dort über Heinrich Nettesheim, Bundesrepublik Deutschland, Albino Vidali, Italien und Abdollah Mojtabavi aus dem Iran. Im Finale unterlag er aber gegen Celal Atik aus der Türkei. Er wurde damit Vize-Weltmeister.
Zum Abschluss seiner internationalen Laufbahn nahm Aleksanteri Keisala an den Olympischen Spielen 1952 in Helsinki teil. Er verlor dort seinen ersten Kampf gegen Abdollah Mojtabavi, siegte dann über Mehmet Islioğlu aus der Türkei und schied nach einer weiteren Niederlage gegen Per Berlin aus Schweden aus. Er kam damit auf den 8. Platz.

## Internationale Erfolge
| Jahr | Platz | Wettbewerb     | Stilart | Gewichtsklasse | Ergebnisse |
| 1948 | 13.   | OS in London   | F       | Welter         | nach Niederlagen gegen Kalman Sovari, Ungarn und Willy Angst, Schweiz                                                                                |
| 1951 | 2.    | WM in Helsinki | F       | Welter         | nach Siegen über Heinrich Nettesheim, Deutschland, Albino Vidali, Italien und Abdollah Mojtabavi, Iran und einer Niederlage gegen Celal Atik, Türkei |
| 1952 | 8.    | OS in Helsinki | F       | Welter         | nach einer Niederlage gegen Abdollah Mojtabavi, einem Sieg über Mehmet Islioğlu, Türkei und einer Niederlage gegen Per Berlin, Schweden              |

## Finnische Meisterschaften
| Jahr | Platz | Stilart | Gewichtsklasse | Ergebnisse                                |
| 1940 | 2.    | GR      | Welter         | hinter Tauno Lempinen, vor Tuomo Sandberg |
| 1946 | 2.    | GR      | Welter         | hinter Veikko Männikkö, vor Eino Virtanen |
| 1948 | 1.    | F       | Welter         | vor Lauri Kangas und Veikko Lahtinen      |
| 1949 | 1.    | F       | Welter         | vor Voitto Seiri und Veikko Jussero       |
| 1950 | 1.    | F       | Welter         | vor Veikko Haapamäki und Martti Salonen   |
| 1951 | 1.    | F       | Welter         | vor Martti Salonen und Veikko Kulmala     |
| 1952 | 1.    | F       | Welter         | vor Martti Salonen und Lasse Kivikko      |
| 1953 | 1.    | F       | Welter         | vor Veikko Laitinen und Erkki Nordberg    |
| 1954 | 2.    | F       | Welter         | hinter Eino Ikola, vor Veikko Laitinen    |
| 1955 | 1.    | F       | Welter         | vor Risto Talosela und Taisto Lerjamaa    |

Erläuterungen
- OS = Olympische Spiele, WM = Weltmeisterschaft
- GR = griechisch-römischer Stil, F = freier Stil
- Weltergewicht, Gewichtsklasse, damals bis 73 kg Körpergewicht